# Seaqaqa
Seaqaqa – miasto na Fidżi (Dystrykt Północny), na wyspie Vanua Levu. Według danych szacunkowych na rok 2009 liczy 888 mieszkańców.